# Адјувантна терапија
Адјувантна терапија (АТ) такође позната као помоћна терапија, помоћна нега је врста терапије која се даје као додатак примарној или почетној терапији како би се максимизирала њена ефикасност. Операције и сложени режими лечења који се користе у терапији рака довели су до тога да се термин користи углавном за описивање адјувантних третмана рака. Пример такве адјувантне терапије је додатни третман који се обично даје после операције након што је уклоњена примарна болест, али се сумња да постоји болест која се не може открити, или ако постоји статистички ризик од релапса због присуства неоткривене болести. Ако је позната болест заостала након операције, даље лечење није технички адјувантно.
Адјуванс који се користи сам обично се односи на агенс који побољшавају ефекат као што су вакцине, или су то лекови који се користе као  помоћ примарним лековима и познати су као додаци.

## Историја
Термин „адјувантна терапија“, кокји је изведен  од латинског израза адјуваре, што значи „помагати“, први је сковао Paul Carbone и његов тим у Националном институту за рак 1963. године. Неколико година касније (1968)  Национални хируршки помоћни пројекат за дојку и црева (НСАБП ) објавио је резултате испитивања Б-01 (првог рандомизованог испитивања) које је проценило ефекат помоћног алкилационог агенса код рака дојке. Резултати су показали да је адјувантна терапија дата након почетне радикалне мастектомије...значајно смањила стопу рецидива код жена у пременопаузи са четири или више позитивних аксиларних лимфних чворова.
Теорију о коришћењу додатних терапија за допуну примарне хирургије применили су Gianni Bonadonna и његове колеге из Института за тумор у Италији 1973. године, у којој су спровели рандомизовано испитивање које је показало повољније исходе преживљавања које је пратило употребу циклофосфамид метотрексата  након иницијалне мастектомије.
Године 1976, убрзо након значајног истраживања Gianni Bonadonna, Бернард Фишер са Универзитета у Питсбургу покренуо је слично рандомизовано испитивање у коме је упоређивало преживљавање пацијената са раком дојке лечених зрачењем након почетне мастектомије са онима који су само оперисани. Његови резултати, објављени 1985. године, указали су на повећање преживљавања без болести за прву групу, код које је примењено зрачења као ајувантна терапија.
Упркос почетном одбијању хирурга за рак дојке (који су веровали да су њихове радикалне мастектомије довољне за уклањање свих трагова рака), успеси  Gianni Bonadonna  и Бернарда Фишера увели су адјувантну терапију у савремене токобве у онкологији. Од тада, поље адјувантне терапије се увелико проширило и обухватило широк спектар адјувантних терапија које укључују хемотерапију, имунотерапију, хормонску терапију и зрачење.

## Врсте рака се лече адјувантном терапијом
Иако пружаоци здравствених услуга обично лече рак дојке, колоректални рак (рак дебелог црева) и рак плућа уз помоћ адјувантне терапије, ова врста терапије може се препоручити иза друге врсте рака.  

#### Рак дојке
Адјувантна терапија за рак дојке варира у зависности од типа рака дојке, врсте операције рака дојке и шансе да се рак дојке поноово врати. Уобичајене адјувантне терапије за рак дојке укључују:
- Терапија зрачењем: код пацијената са лумпектомијом може се препоручити АТ зрачењем како би се смањила могућност да се развијерак у преосталим дојкама или оближњим лимфним чворовима. Ако пацијент имао мастектомију, АТ зрачењем препоручује се у случајевима ако лекар није могао да уклоне сав  рак или ако су пронашли рак у оближњем ткиву или  лимфним чворовима, мишићима или ткиву.
- Хемотерапија : се може препоручити као АТ након операције како би убила све преостале ћелије рака и мањи шансе да се рак дојке врати.
- Имунотерапија: се бори против рака тако што јача  имуни систем како би он могао да идентификује и уништи ћелије рака. Препоручује се код троструко негативног рак дојкеа стадијума 2 или стадијума 3. Може се комбиновати са хемотерапију пре операције, а потом наставити након операције.
- Хормонска терапија: која се назива и ендокрина терапија, користи се за за лечење тумора осетљивих на хормоне. Хормонска терапија блокира способност тела да производи хормоне или омета ефекат хормона на ћелије рака дојке. Циљана терапија: може се препоручити у циљу терапија ако пацијент има ХЕР2-позитиван рак дојке . Овај тип рака дојке је позитиван на протеин рецептора хуманог епидермалног фактора раста. Циљана терапија блокира раст рака и његову способност ширења фокусирањем на специфичне гене и протеине тумора. Циљана терапија може укључивати неколико различитих лекова.

#### Рак дојке код мушкараца
Ако је пацијент мушкарац или ке мушко по рођењу и има  рак дојке, може се  лечити  зрачењем након операције рака дојке. 

#### Рак колоректалног (дебелог) црева
Иако је хирургија најчешћи примарни третман рака дебелог црева, адјувантну хемотерапију и/или зрачење лекар може предложити пацијенту који има колоректални рак стадијума 2 или 3.  

#### Рак ректума
Зависи од врсте третмана пре операције, на пример, ако нисте имали хемозрачење и/или хемотерапију, може се препоручити адјувантно хемозрачење. Ово је комбинација хемотерапије и зрачења. Хемозрачење повећава ефикасност терапије зрачењем. Ако пацијент има рак ректума 2 или 3 стадијума, може се препоручити адјувантна хемотерапија.

#### Рак плућа
ФДА је недавно одобрила први имунотерапијски лек за адјувантну терапију за карцином плућа, додајући тај третман након хемотерапије као помоћну терапију за неке врсте овог карцинома.

#### Рак малих ћелија плућа
Рак плућа малих ћелија плућа обично се лечи хемотерапијом и зрачењем. Може да се изврши операција ако је дијагностикован рак у раним фазама. У том случају препоручује се адјувантна хемотерапија и терапију зрачењем.

## Предности и ризици адјувантне терапије
Баш као и лечење рака, свака адјувантна терапија има различите ризике и предности:
- Укупна корист је да успешна АТ може смањити ризик од повратка рака.
- Општи ризик је да скоро све адјувантне терапије имају нежељене ефекте. У зависности од општег стања, лекар мора пацијенту обијаснити шта може  очекивати од било ког третмана. Мада адјувантна терапија понекад може укључивати неке нове нежељене ефекте лечења.
- Како је примена адјувантне терапије понекад дуготрајна  (месецима или годинама) након почетка лечења, ово не гтреба схватити као ризик, већ као нешто што треба имати на уму као једну од могућности лечења.